# The Troggs
Pour les articles homonymes, voir Troggs.
The Troggs est un groupe britannique de rock, originaire d'Andover, dans le Hampshire, en Angleterre. Leurs meilleurs morceaux classés dans les charts américains incluent Wild Thing, With a Girl Like You et Love Is All Around, tous vendus à plus d'un million d'exemplaires, et certifiés disques d'or.

## Historique
Le nom du groupe est une abréviation de The Troglodytes, nom sous lequel il est initialement formé ,. Leur hit le plus célèbre est Wild Thing écrit par Chip Taylor (US#1 en 1966). Ce titre est repris par Jimi Hendrix lors du fameux concert du Festival international de musique pop de Monterey en 1967. Leurs autres succès sont With a Girl Like You (UK#1 en juillet 1966), I Can't Control Myself (UK#2 en juillet 1966), Anyway That You Want Me (UK #10 en décembre 1966), Night of the Long Grass (UK#17 en mai 1967), et Love Is All Around (UK#5 en octobre 1967). The Troggs est reconnu comme un groupe influent qui a inspiré le garage rock et le punk rock.
Outre Hendrix, Wild Thing est repris par le groupe de psychobilly The Meteors sur l'album Wrecking Crew en 1983, et notamment par Tom Petty and the Heartbreakers, Siouxsie and the Banshees, Kat Onoma, Randy California, Tora Tora et The Surfadelics.
En 1994, Love Is All Around est repris par le groupe britannique Wet Wet Wet, sa version reste 15 semaines en tête des charts britanniques. Le groupe existe toujours et se produit parfois. Le batteur d'origine Ronnie Bond est mort en 1992. Le morceau est aussi utilisé comme bande originale du film Love Actually en 2003, chanté par l'acteur Bill Nighy accompagné par Radiohead. 
With a Girl Like You fait partie de la bande originale du film Good Morning England, sorti en 2009. Reg Presley meurt le 4 février 2013.

## Membres

### Membres actuels
- Chris Allen – chant (depuis 2012)
- Chris Britton – guitare, chœurs (1964-1972, depuis 1979)
- Pete Lucas – basse, chœurs (depuis 1974)
- John W Doyle guitare, chœurs (depuis 2017)
- Darren Bond – batterie (depuis 2018)

### Anciens membres
- Reg Presley – chant (1964-2012 ; décédé en 2013)
- Pete Staples – basse, chœurs (1964-1969)
- Ronnie Bond – batterie (1964-1988 ; décédé en 1992)
- Richard Moore – guitare (1972-1979 ; décédé en 2016)
- Tony Murray – basse, chœurs (1969-1977, 1979-1984)
- Dave Maggs – batterie (1988-2018)

## Discographie
- 1966 : From Nowhere... The Troggs (sorti aux États-Unis sous le titre Wild Thing)
- 1967 : Trogglodynamite
- 1967 : Cellophane
- 1968 : Love Is All Around (compilation américaine)
- 1968 : Mixed Bag
- 1970 : Contrasts
- 1975 : The Troggs
- 1976 : The Trogg Tapes
- 1981 : Black Bottom
- 1990 : AU
- 1992 : Athens Andover